# John Fenning
John Reginald Keith Fenning (* 23. Juni 1885 in Fulham; † 3. Januar 1955 in Coventry) war ein britischer Ruderer.
Die Ruderwettbewerbe der Olympischen Spiele 1908 wurden auf der Themse in Henley-on-Thames ausgetragen. In allen Bootsklassen waren zwei britische Boote am Start und außer im Achter erreichten ausschließlich britische Boote die Endläufe in den vier Bootsklassen. John Fenning und Gordon Thomson erreichten durch einen Sieg über das kanadische Boot das Finale im Zweier ohne Steuermann. Im Vierer ohne Steuermann erreichte das Boot des Leander Club mit Philip Filleul, Harold Barker, Fenning und Thomson gegen die Niederländer ebenfalls das Finale. Am Finaltag, dem 31. Juli 1908, gewannen Fenning und Thomson das Rennen im Zweier mit zweieinhalb Bootslängen gegen ihre Vereinskameraden George Fairbairn und Philip Verdon. Im Vierer siegte das Boot vom Magdalen College aus Oxford mit eineinhalb Längen vor dem Boot des Leander Club.
Fenning hatte im Januar 1904 sein Studium am London Hospital Medical College begonnen, erst 1917 bestand er seine Abschlussprüfung. Ab 1937 praktizierte er in den Midlands.